# アイントホーフェン工科大学
アイントホーフェン工科大学（オランダ語: Technische Universiteit Eindhoven）は、オランダのアイントホーフェンにある公立大学。TU/eと略される。デルフト工科大学に次いで、オランダで2番目に古い工科大学である。
ヨーロッパの理工系大学の戦略的パートナーシップである「EuroTech Universities Alliance」の6つのメンバー校（ミュンヘン工科大学、スイス連邦工科大学ローザンヌ校、アイントホーフェン工科大学、デンマーク工科大学、エコール・ポリテクニーク、イスラエル工科大学）の1つとなっている。

## 沿革・概要
1956年にオランダ南部アイントホーフェン市によって、Technische Hogeschool Eindhoven (THE)として創設され、1980年半ばに現在の大学名称となった。アイントホーフェンは、世界的電気メーカーのフィリップス本社がある工業都市で、近年は学術とデザインを推進していることもあり、特にインダストリアルデザイン系・イノベーション系の教育・研究に力を入れている。

## 学部
- インダストリアルデザイン学部
- 経営工学・イノベーション科学部
- 建築学部
- 機械工学部
- 電気工学部
- 数学・コンピュータサイエンス学部
- 化学工学・化学部
- 応用物理学部
- 医用工学部

学生数は、約13,000人程度（2022年; 学部・大学院生）であり、2019年のQS世界大学ランキングでは99位、ヨーロッパで34位、オランダ国内で3位にランクインしている。
また、建築学部として独立した学部を持っているのは、オランダ国内ではデルフト工科大学とアイントホーフェン工科大学の2校のみである。
国際的な学術交流を推進しており、アメリカのカーネギーメロン大学・ジョージア工科大学や、ヨーロッパの「EuroTech Universities Alliance」メンバー校などと研究連携を行っている。近年では、2022年にアイントホーフェン工科大学の学生チームが、走りながら空気中のCO2を除去するという革新的なコンセプトEV「Zem」（第7世代）を発表している。

## 日本の学生交流協定校
- 京都大学
- 大阪大学
- 東北大学
- 北海道大学
- 東京都立大学
- 筑波大学
- 千葉大学
- 金沢大学
- 豊橋技術科学大学
- 慶應義塾大学
- 大阪工業大学